# Piprites griseiceps
Piprites griseiceps là một loài chim theo truyền thống xếp trong họ Pipridae. Tên gọi thông thường trong tiếng Anh của nó là grey-headed piprites, nghĩa đen là đớp ruồi đẹp đầu xám.
Trong phân loại gần đây IOC xếp nó trong họ Tyrannidae, trong khi Ohlson đề xuất xếp nó trong họ riêng biệt là Pipritidae.
Loài này có tại Costa Rica, Panama (sinh sống) và Guatemala, Honduras, Nicaragua (sinh sản). Môi trường sống tự nhiên của nó là các rừng mưa vùng đất thấp ẩm ướt nhiệt đới và cận nhiệt đới, ở cao độ 100–750 m.